# 胡果刚
胡果刚（1921年—1983年），四川璧山人，中华人民共和国舞蹈编导、理论家、活动家。